# القرين (ناطع)

تعديل مصدري - تعديل

القرين هي إحدى قرى عزلة وعله آل رقاب بمديرية ناطع التابعة لمحافظة البيضاء، بلغ تعداد سكانها 35 نسمة حسب تعداد اليمن لعام 2004.